# Alton Redd
Alton C. Redd (Louisiana, 1 oktober 1904 - Los Angeles, 7 juni 1979) was een Amerikaanse drummer en zanger in de traditionele jazz.
Redd werkte vanaf de jaren 40 in Los Angeles vooral bij Kid Ory's Creole Jazz Band, waarmee hij ook in Europa toerde. In 1946 nam hij onder eigen naam vier nummers op voor het lokale label Bel-Tone. In zijn groep, Low Down Blues Orchestra, speelden in die tijd Snooky Young, Tom Davis, Harold Morrow, Joe Lewis, Edgar Mason en Henry Tucker Green. In 1965 speelde hij met Keith Smith en de New Orleans Jazz Band. In de jazz was hij tussen 1944 en 1970 betrokken bij 17 opnamesessies, de laatste was Louis Armstrongs concert in Shrine Auditorium.
Redd was de vader van jazzmuzikante Vi Redd. 